# قطعنامه وضعیت حقوق بشر در جمهوری اسلامی ایران
قطعنامه وضعیت حقوق بشر در جمهوری اسلامی ایران، قطعنامه مجمع عمومی سازمان ملل متحد در محکومیت نقض حقوق بشر توسط جمهوری اسلامی ایران بود که ۲۵ آذر ۱۴۰۱ با ۷۸ رای موافق، ۳۱ رای مخالف و ۶۹ رای ممتنع تصویب شد. در این قطعنامه که در بحبوحه خیزش اعتراضی ایران تصویب شد، از ایران خواسته می‌شود فوراً همه اشکال خشونت علیه معترضان مسالمت‌جو را متوقف کند.
پیش‌نویس این قطعنامه که توسط کمیته سوم مجمع عمومی سازمان ملل متحد تهیه شده بود. کانادا آن را به سازمان ملل ارائه کرده و در ۲۶ آبان ۱۴۰۱ در این کمیته به تصویب رسیده بود. در این قطعنامه دربارهٔ «افزایش قابل ملاحظه حکم اعدام، آمار بالای احکام اعدام اقلیت‌ها نسبت به دیگران و بی‌توجهی به وظیفه حفاظت (از شهروندان) که بر اساس قوانین بین‌المللی بر عهده حکومت است» ابراز نگرانی شده‌است. همچنین اجرای خشونت‌آمیز قانون حجاب اجباری توسط گشت ارشاد ایران را «تضعیف اساسی» حقوق بشر مردم ایران دانسته‌است.